# James Scott, vévoda z Monmouthu

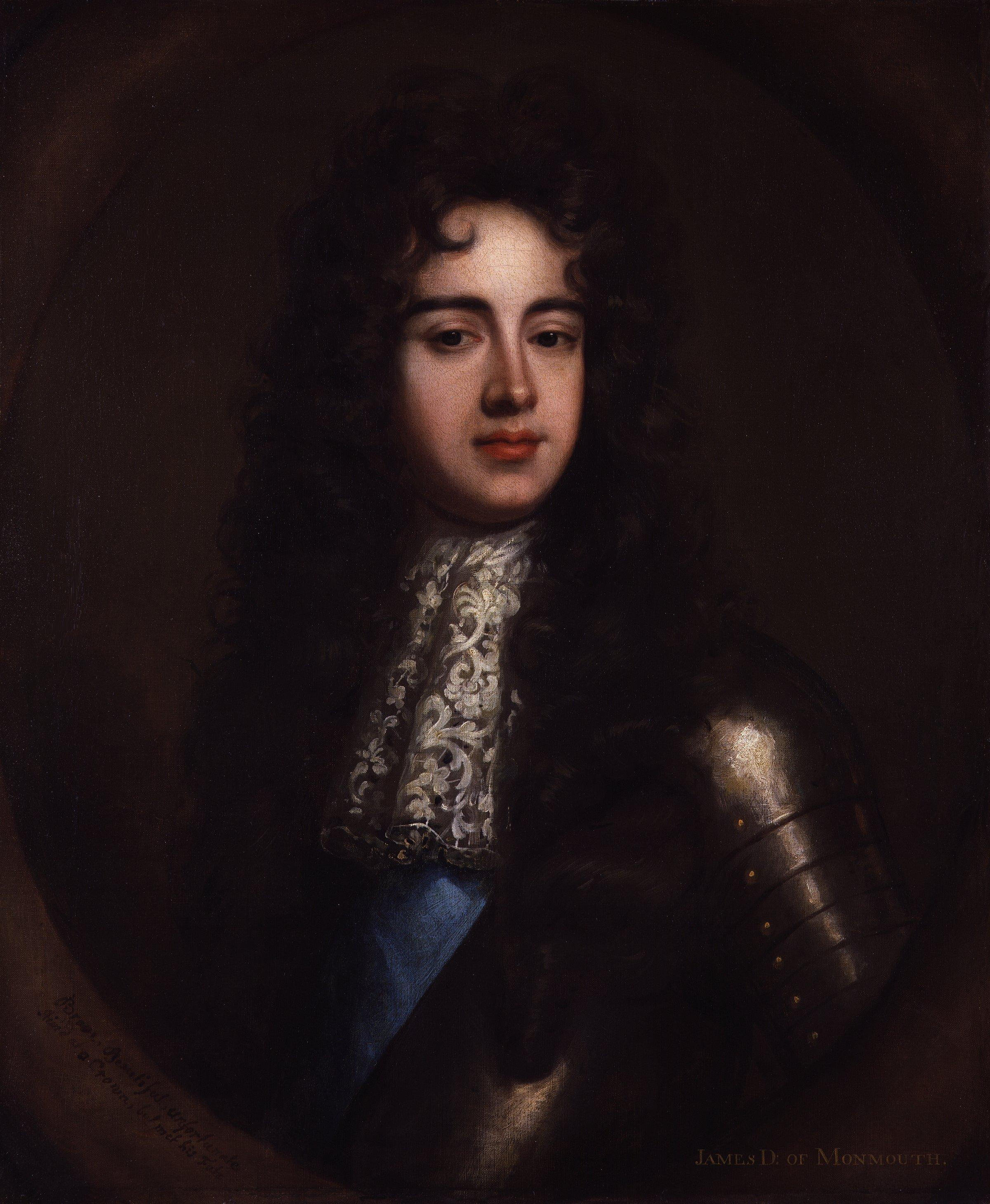
James Scott, vévoda Monmouth

James Scott, vévoda z Monmouthu (9. dubna 1649, Rotterdam – 15. července 1685, Londýn) byl nemanželským synem anglického krále Karla II. z rodu Stuartovců. Po smrti svého otce si činil nároky na anglický trůn a stal se vůdcem neúspěšného tzv. Monmouthova povstání.

## Původ a dětství
Narodil se v roce 1649 jako nemanželský syn pozdějšího anglického krále Karla II. a jeho milenky Lucy Walterové, dcery královského plukovníka z Pembrokeshiru. V době Jamesova narození žil jeho otec Karel II. ve vyhnanství a v Anglii vládl Oliver Cromwell. James vyrůstal v domácnosti své matky, která byla rovněž emigrantkou z Anglie. Když bylo Jamesovi sedm let, rozhodla se jeho matka k návratu do rodné země, ale tam byla i se synem zatčena a uvězněna. Po čase byli oba z Anglie vyhnáni a synovy výchovy se ujal jeho otec. James byl svěřen do péče jednoho Karlova spolehlivého vojáka a dostal nové jméno Croft. Kolem roku 1659 poslal Karel II. Jamese ke dvoru svého bratrance Ludvíka XIV. do Francie, kde se mladý James Croft seznámil s dvorskými zvyky a šlechtickým způsobem života. Po smrti Olivera Cromwella byl roku 1660 konečně povolán zpět do své země i král Karel II. a svého prvorozeného syna brzy přizval na svůj nový královský dvůr v Londýně.

## Milovaný syn
James byl velmi pohledný a šarmantní mladík, skvělý sportovec a milovník lovu. Král byl tímto svým nejstarším synem nadšen a měl ho ze všech svých dětí nejraději. Jmenoval Jamese vévodou z Monmouthu, udělil mu Podvazkový řád a snažil se mu zajistit čestné akademické tituly v Oxfordu a Cambridge. James ale po svém otci touhu po vzdělání nezdědil. Víc se věnoval plesům, zábavám a sportovním utkáním. Za manželku si vzal bohatou skotskou dívku Annu Scottovou, dceru hraběte z Buccleuchu a po sňatku přijal její jméno. Od té doby se nazýval James Scott, vévoda z Monmouthu. Se svou ženou měl sedm děti, ale manželství příliš šťastné nebylo. James si s chutí užíval postavení dvořana, měl řadu milenek a vedl divoký a nevázaný život.

## Válečník
James Scott, vévoda z Monmouthu se v několika válkách osvědčil jako statečný důstojník. V první válce s Nizozemskem, v letech 1664 – 1667, sloužil jako dobrovolník u námořnictva pod velením svého strýce Jakuba, vévody z Yorku. Roku 1672 se aktivně účastnil i druhé nizozemské války, tentokrát na souši, když velel anglické brigádě při dobývání Maastrichtu. Karel II. udělil následně svému synovi výnosný úřad nejvyššího podkoního (Master of Horse) a jmenoval jej generálním kapitánem královských pozemních vojsk. V té době také stále víc sílil politický tlak[zdroj?] na Karla II., aby svého nemanželského syna prohlásil princem z Walesu a učinil z něj následníka trůnu. Karel II. totiž dosud neměl žádné manželské děti a následníkem trůnu byl tedy jeho bratr Jakub. Problém byl ovšem v tom, že Jakub byl katolík a po smrti své první ženy se navíc oženil s katolickou princeznou Marií Beatricí d'Este, což bylo v zemi, v níž se většina obyvatel hlásila k protestantské anglikánské církvi, něco neslýchaného. Jakub musel kvůli přestoupení ke katolicismu složit všechny své funkce a odejít do Skotska. Karel II. ale svého bratra z následnictví nikdy nevyloučil.

## Účastník vzpoury

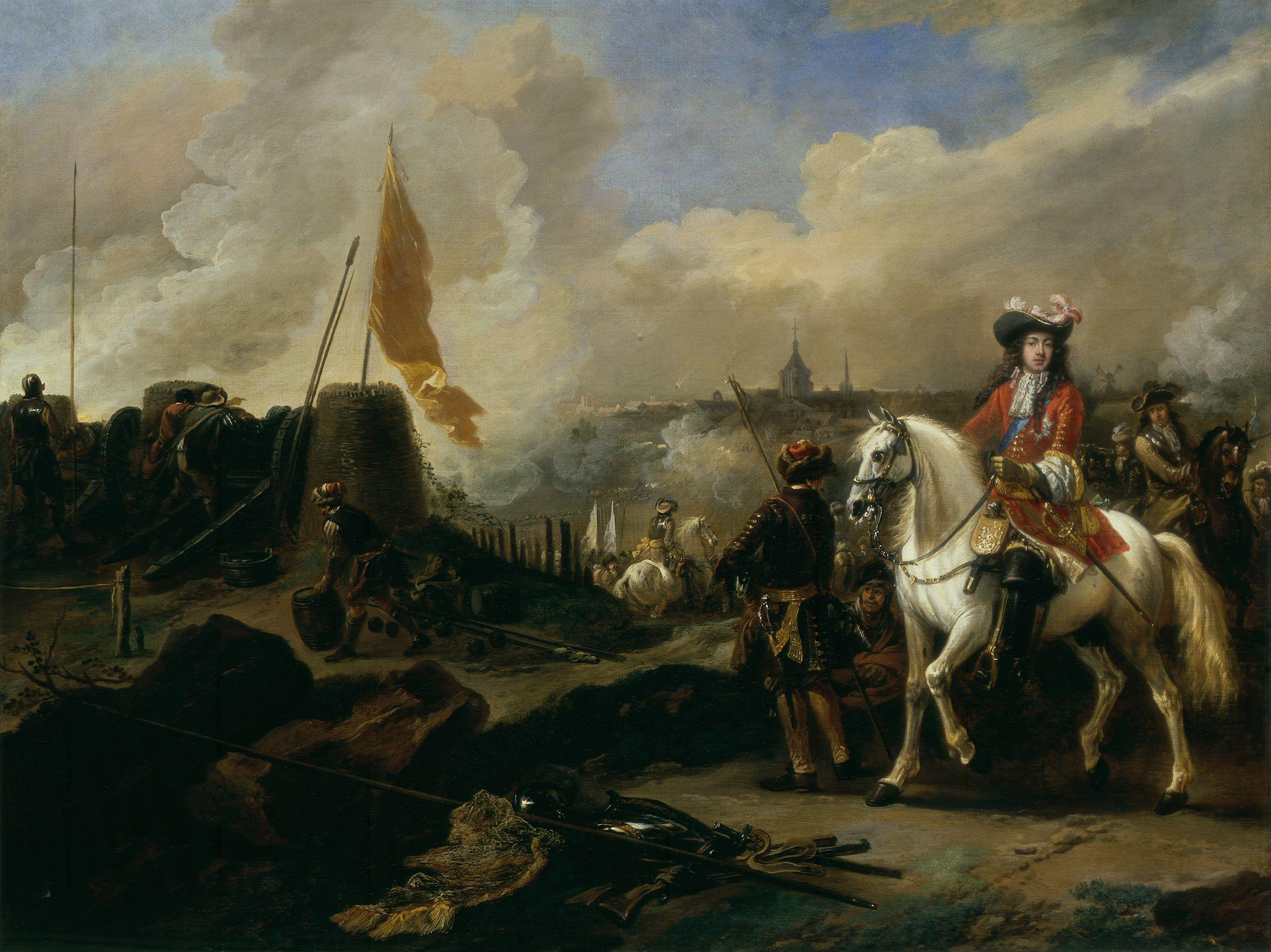

V dobách zmatků kolem následnictví trůnu vznikl spiklenecký klub Green Ribbon Club, jehož členy byli aristokraté, vojáci i vesničtí náboženští fanatici. Vévoda z Monmouthu klub také často navštěvoval, ale členem zřejmě nebyl. Klub a sdružení zvané Exclusionisté si kladlo za cíl buď dosadit na trůn právě protestanta Jamese Scotta, vévodu z Monmouthu, nebo obnovit republikánské zřízení. U dvora se však soudilo, že králův syn byl sveden na špatnou cestu a sám nemá se spiknutím nic společného. Královu částečně ztracenou důvěru si James znovu získal, když potlačil povstání londýnských tkalců a roku 1679 pak povstání presbyteriánských covenantistů. Situace se zhoršila ve chvíli, kdy se členové klubu Green Ribbon Club neúspěšně pokusili připravit atentát na Karla II. i jeho bratra Jakuba. Dva členové klubu byli popraveni, jeden spáchal sebevraždu a řada dalších uprchla ze země. Zatykač byl vydán i na vévodu z Monmouthu, který se ukryl na venkovském sídle Philadelphie Wentworthové a její dcery Henrietty, do níž byl zamilován. Karel II. dobře věděl, kde se skrývá jeho syn, ale záměrně nic nepodnikl. Po půl roce života s Henriettou se James vrátil ke dvoru a požádal otce o odpuštění. Král svému milovanému synovi rád odpustil a James dokonce nemusel v celém případu vypovídat ani jako svědek. Pár následujících týdnů strávil s rodinou. 6. 2. 1684 byl ale přece jen vyzván k tomu, aby vypovídal u soudu proti příteli Johnu Hampdenovi. James se této povinnosti vyhnul a v únoru 1684 odplul do Nizozemí, kde se setkal se svou milenkou Henriettou Wentworthovou. Žili v Goudě a James byl častým hostem na dvoře svého příbuzného Viléma III. Oranžského. Z Anglie byl Jamesův dobrodružný život sledován s rozpaky. V Nizozemí navíc žila řada politických uprchlíků z Anglie, kteří se tu často scházeli a nejednou připravovali i nějaké to spiknutí proti svému králi. Nizozemí nebylo vhodným místem pro život syna anglického krále. Jelikož však odmítl vypovídat před anglickým soudem, nesměl se James vrátit zpět. Přesto se o návrat pokusil a v Londýně se tajně sešel se svým otcem Karlem II., který mu později přislíbil, že se již brzy bude moci vrátit oficiálně. Slib nestačil splnit. 2.2.1685 dostal král Karel II. záchvat mrtvice. Na smrtelné posteli se Karel II. přiznal ke své utajené katolické víře, přijal poslední pomazání a 6.2. zemřel.

## Monmouthovo spiknutí
Po smrti Karla II. se stal králem jeho bratr Jakub II. Vévoda z Monmouthu se v dubnu 1685 sešel v Rotterdamu s Archibaldem Cambellem, hrabětem z Argyllu, což byl v Nizozemí žijící anglický utečenec a odpůrce katolictví. Společně se dohodli na tom, že katolický král Jakub II. musí být z trůnu sesazen. V červnu 1685 se James Scott, vévoda z Monmouthu vylodil v Anglii a tzv. Monmouthovo povstání vypuklo. Finanční situace povstalců ale nebyla od samého počátku příliš dobrá a k povstání se nepřidal téměř žádný šlechtic. Armádu vévody z Monmouthu tak tvořili jen sedláci, rolníci, ševci, krejčí a vůbec prostý lid bez válečných zkušeností. Povstalci byli nakonec královským vojskem poraženi a dva dny po poslední bitvě byl v zarostlém příkopu u silnice nedaleko New Forestu nalezen uprchlý vévoda z Monmouthu. Byl poznán, zatčen a dopraven do Rongwoodu, odkud se neúspěšně pokusil o útěk. Poté byl odvezen do Londýna a předveden před svého strýce Jakuba II., kterému se vrhl k nohám a s pláčem jej prosil o milost. Jakub II. milost odmítl a parlament zbavil vévodu z Monmouthu občanských práv.

## Smrt
Monmouth byl dopraven do Bell Toweru. V Toweru pokračoval v sepisování žádostí o milost. Setkal se také se svou manželkou, která mu ale dala jasně najevo, že se jí jeho neštěstí nijak nedotklo. James byl zdrcen. Když pak konečně také pochopil, že nemá žádnou naději na záchranu života, začal se chovat klidně a rozvážně. 15.7.1685 byl brzy ráno dopraven kočárem k Tower Hillu, kde bylo připraveno popraviště. Jeho poprava byla děsivá, jelikož katovi se ani na pátý úder sekerou nepodařilo Jamesovu hlavu oddělit od trupu. Nakonec musel hlavu odříznout nožem. James Scott, vévoda z Monmouthu tak potupně zemřel ve svých 36 letech na popravišti, ale byl pohřben v královské kapli u sv. Petra v řetězech na Tower Green. Jeho milovaná Hennrietta Wentworthová zemřela o rok později. Tři roky po popravě vévody z Monmouthu došlo v Anglii k dalšímu protestantskému povstání, tzv. Slavné revoluci, která již byla úspěšná. Král Jakub II. uprchl do Francie a na trůn usedl Vilém III. Oranžský a jeho manželka Marie. Anglie se následně stala první konstituční monarchií v Evropě.